# Sotho–Tswana-språk
Sotho–Tswana-språk (eller S30 i Guthriesystemet) är en grupp nära besläktade bantuspråk som talas framför allt i norra Sydafrika, Botswana och Lesotho. Hit hör birwa, pedi, tswapong, lozi, sydsotho, kgalagadi och tswana.